# Chiloconger dentatus
Chiloconger dentatus és una espècie de peix pertanyent a la família dels còngrids.

## Descripció
- Pot arribar a fer 30 cm de llargària màxima.
- Nombre de vèrtebres: 118-122.[5][6]

## Reproducció
És ovípar.

## Hàbitat
És un peix marí, demersal i de clima tropical que viu entre 27 i 2.198 m de fondària.

## Distribució geogràfica
Es troba al Pacífic oriental central: des del sud del golf de Califòrnia fins a Colòmbia.

## Observacions
És inofensiu per als humans.